# خلیج ژوراولف
خلیج ژوراولف (روسی: залив Журавлева) یک خلیج در شمال سرزمین کراسنویارسک کشور روسیه است.